# Jakub Aleksander Biedrzycki
Jakub Aleksander Biedrzycki herbu Rawicz – stanowniczy dworu królewskiego w 1632 roku.
W 1632 roku był elektorem Władysława IV Wazy z ziemi czerskiej.